# Аллюо, Шарль
Шарль Аллюо (фр. Charles Alluaud; 4 мая 1861, Лимож — 12 декабря 1949, Крозан) — французский энтомолог. Президент Энтомологического общества Франции в 1899 и 1914 годах и Зоологического общества Франции в 1909 году.

## Биография
Родился в Лиможе 4 мая 1961 в семье владельца фарфоровой фабрики Амадея Аллюо. В 1882 году женился на Жанне Гиймо. В 1885 году стал членом Энтомологического общества Франции. В 1893 году поселяется в Париже. В 1897 году сын Жан погиб в возрасте 14 лет в результате несчастного случая, во время игры с револьвером. После смерти жены в 1928 году Аллюо переезжает в Крозан. В 1935 году стал офицером Ордена Почетного легиона. Умер 12 декабря 1949 года в Крозане.

## Научная деятельность
Специалист по систематике жесткокрылых. С 1883 по 1938 годы Аллюо совершил 24 экспедиционных выездов в Африку и острова Атлантического (Канарские острова) и Индийского океанов (Коморские острова, Маскаренские острова, Сейшельские Острова, Реюньон, Мадагаскар), в ходе которых собрал большую энтомологическую коллекцию. В 1899 и 1914 годах избирался президентом Энтомологического общества Франции, в 1902 и 1903 годах был секретарём общества. Был избран почётным членом в 1923 году. В 1909 году был президентом Зоологического общества Франции, с 1926 года стал почётным президентом. Основал музей естественной истории в Лиможе.

## Признание
В честь этмолога назван род суккулентных растений — Аллюодия (Alluaudia).

## Публикации
Автор 165 публикаций.
- Alluaud C. Guide de l'entomologiste: a Madagascar (фр.). — Paris: Chez l'Auteur, 1899. — 73 p.
- Alluaud C., Künckel d'Herculais J. Histoire naturelle des coléoptères. (фр.). — Paris: Impr. nationale, 1887—1900. — 509 p.
- Alluaud C.A. Carabiques d’Afrique. 1. Nouvelle étude du genre Salcedia (фр.) // Afra. — 1932. — Vol. 4. — P. 1–6.
- Alluaud C. Les Coléoptères des Iles Salvages (фр.) // Revue française d'Entomologie, Paris 2. — 1935. — P. 35—44.
- Alluaud C. XXI.— Entomological expedition to Abyssinia , 1926–7: Coleoptera , Carabidæ and Cicindelidæ. With introductory note and appendix on Cicindelidæ by H ugh S cott , Sc.D., Department of Entomology, British Museum (Natural History) (англ.) // Annals and Magazine of Natural History. — 1937. — Vol. 19, iss. 110. — P. 272–288. — ISSN 0374-5481. — doi:10.1080/00222933708655261.